# Strike the Match
Strike the Match – pierwszy singel, promujący trzeci album studyjny niemieckiego zespołu Monrose I Am wydany 6 czerwca 2008 roku w krajach niemieckojęzycznych.

## Teledysk
Teledysk do piosenki był nagrywany w maju 2008 roku, a swoją premierę miał 29 maja w programie VIVA Live niemieckiej stacji muzycznej VIVA.

## Pozycje na listach
| Lista przebojów (2008) | Najwyższa pozycja |
| ---------------------- | ----------------- |
| Austrian Singles Chart | 16                |
| German Singles Chart   | 10                |
| Swiss Singles Chart    | 11                |

## Formaty i track listy singla

### CD singel
1. „Strike the Match” - 2.55
2. „After Making Love” - 4.30
3. „Strike the Match” (Instrumental) - 2.54

### 2-Nagraniowy CD singel
1. „Strike the Match” - 2.55
2. „Strike the Match” (Instrumental) - 2.54